# Cha Bum-geun
Dans ce nom coréen, le nom de famille, Cha, précède le nom personnel.
Pour les articles homonymes, voir Cha.
Cha Bum-geun (차범근, ancienne orthographe Cha Bum-kun), né le 22 mai 1953 à Hwaseong (province de Gyeonggi-do en Corée du Sud), est un footballeur international et entraineur sud-coréen.
Il est considéré comme le plus grand footballeur d'Asie du XXe siècle et le seul à atteindre une renommée internationale dans les années 1970 et 1980. Joueur et entraîneur, mais aussi formateur, commentateur, sélectionneur, star de la pub, Cha est aussi le père de l'international Cha Du-ri, qui joue notamment pour le club où son père s'est révélé en Europe, l'Eintracht Francfort.

## La première star du football asiatique
Quand l'Eintracht Francfort recrute Cha à la fin des années 1970, la Corée du Sud ne représente aucun enjeu économique et le joueur n'a jamais eu l'occasion de se montrer en Coupe du monde. Pourtant, Cha triomphera au niveau européen dans deux clubs n'occupant pas le devant de la scène allemande, à une époque où il est rarissime pour un étranger de s'imposer en Bundesliga (Championnat d'Allemagne de football).
Sans impressionner avec son mètre 79 et ses 78 kg, Cha se révèle être un attaquant puissant, volontaire et efficace à défaut d'être élégant. Il est encore tôt pour juger son passé d'entraîneur, en dépit d'un titre de champion de K-League et d'une qualification en Coupe du monde de football 1998. La sélection restera un mauvais souvenir, un peu comme Michel Platini version Euro 92 : devenu sélectionneur, l'ancien leader qualifie l'équipe nationale en phase finale mais les résultats s'avèrent catastrophiques (en partie à cause de Guus Hiddink : ses Pays-Bas atomisant la Corée du Sud 5 à 0). L'honneur est sauvé face à la Belgique mais il est déjà trop tard pour Cha.
Cha Bum-Geun aura eu le malheur d'être trop en avance sur le football de son pays : il ne jouera que la Coupe du monde de football 1986 alors que la Corée se qualifiera pour les 5 éditions suivantes, et il ne jouera pas en K-League (Championnat de Corée du Sud), qui ne sera créée qu'en 1983.
Avec un total de 121 matchs joués en équipe nationale, Cha Bum-geun reste le cinquième joueur sud-coréen le plus capé, après Hong Myung-bo (136 sélections), Lee Woon-jae (132 sélections), Lee Young-pyo (127 sélections) et Yoo Sang-chul (123 sélections). La IFFHS (International Federation of Football History & Statistics) l'a nommé joueur asiatique du siècle.
À l'instar de Franz Beckenbauer, Cha Bum-Geun n'hésite pas à décocher des critiques acerbes sur le football actuel et ses acteurs.

## Palmarès de joueur

### En club
- Vainqueur de la Coupe UEFA en 1980 avec l'Eintracht Francfort et en 1988 avec le Bayer Leverkusen
- Vainqueur de la Coupe de RFA en 1981 avec l'Eintracht Francfort

### EnÉquipe de Corée du Sud
- 121 sélections et 55 buts entre 1972 et 1986
- Participation à la Coupe d'Asie des Nations en 1972 (Finaliste)
- Participation à la Coupe du Monde en 1986 (Premier Tour)

### Statistiques et repères
- 308 matchs et 98 buts en Bundesliga
- 1re sélection :  Corée du Sud -  Irak le 7 mai 1972 (0-0)
- 1er but international :  Corée du Sud -  Cambodge le 10 mai 1972 (4-1) / Record de précocité à l'époque
- Dernière sélection :  Corée du Sud -  Italie le 10 juin 1986 (2-3)
- Dernier but international :  Corée du Sud -  Chine le 17 décembre 1978 (1-0)

## Palmarès d'entraîneur

### En club
- Champion de Corée du Sud en 2004 avec Suwon

### Avec l'Équipe de Corée du Sud
- Participation à la Coupe du Monde en 1998 (Premier Tour)